# Fumitake Miura
Fumitake Miura (født 12. august 1970) er en tidligere japansk fodboldspiller og træner.
Han har spillet for flere forskellige klubber i sin karriere, herunder Yokohama Marinos og FC Tokyo.
Han har tidligere trænet AC Nagano Parceiro og SC Sagamihara.